# Lonnewitz
Lonnewitz ist ein Ortsteil der Stadt Oschatz im Landkreis Nordsachsen in Sachsen.

## Geographie und Verkehrsanbindung
Lonnewitz liegt südöstlich des Stadtkerns von Oschatz an der B 6 und an der S 31. Unweit östlich fließt der Sandbach.

## Geschichte
Am 1. Juli 1950 wurde die bis dahin eigenständige Gemeinde Zöschau eingegliedert.

## Söhne und Töchter
- Richard Fischer (1870–1926), Gewerkschafter und Politiker (SPD)